# Vogelsangmühle (Eggenburg)

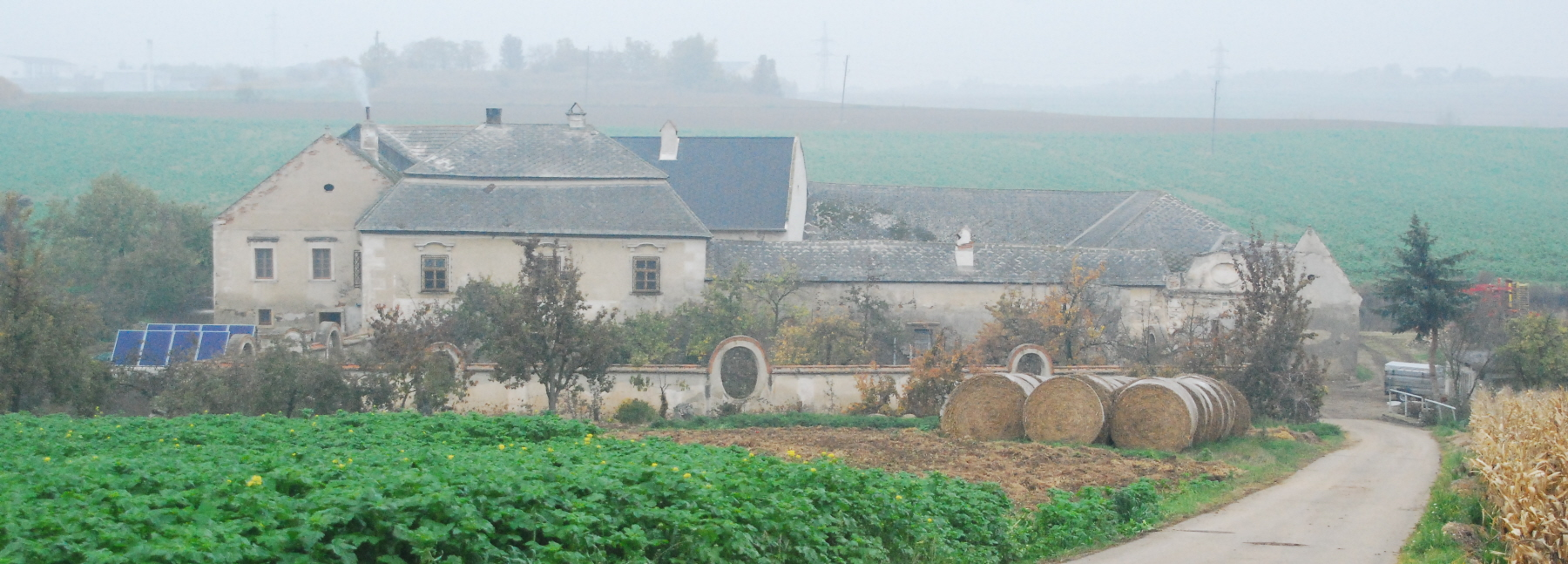
Vogelsangmühle bei Eggenburg

Die Vogelsangmühle ist ein barocker Gutshof östlich von Eggenburg in Niederösterreich. Der Gutshof steht unter Denkmalschutz (Listeneintrag).

## Geschichte

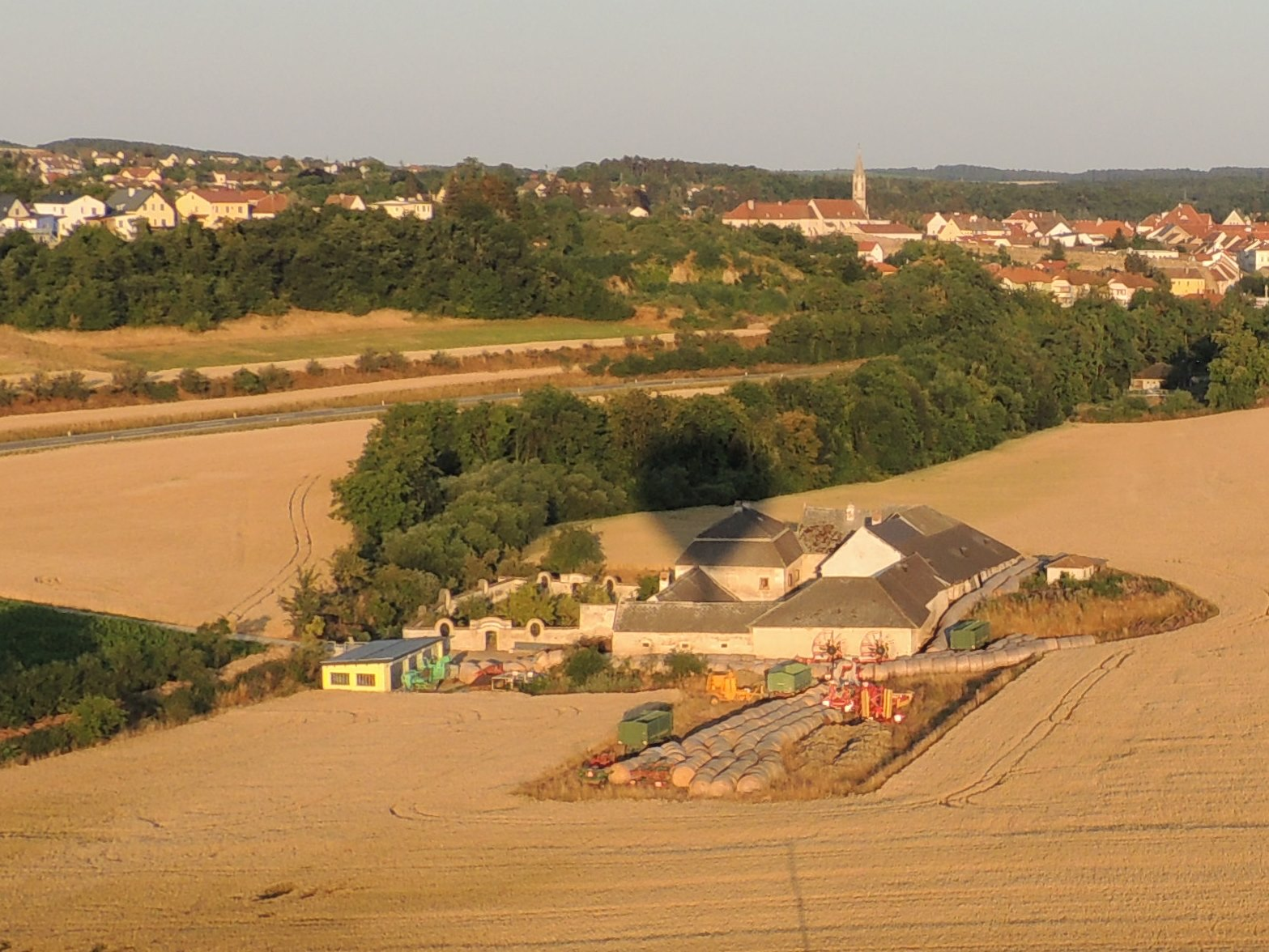
Vogelsangmühle von Osten vom Heißluftballon

Die an der Schmida außerhalb der Stadt Eggenburg an der Straße nach Stoitzendorf gelegene Vogelsangmühle wurde als Felbermühle 1442 erstmals urkundlich erwähnt. Sie diente zur Gewinnung des roten Farbstoffs Alizarin aus der Krappwurzel.
1709 kam die Mühle in den Besitz von Propst Conrad von Albrechtsburg (laut österreichischer Kunsttopographie Propst Johann Conrad Ferdinand Albrecht von Albrechtsburg), ab 1734 gehörte sie dem Bildhauer Franz Leopold Farmacher (1697–1760) und zwischen 1799 und 1838 war sie Eigentum der Familie Vogelsang.
Propst Conrad ließ zu der Mühle, die er als Sommersitz ausbaute, von der von Eggenburg nach Stoitzendorf führenden Straße einen Fahrweg anlegen und eine tonnenunterwölbte Brücke errichten, die er mit Statuen der heiligen Konrad und Augustin, hergestellt vom Eggenburger Bildhauer Jakob Seer, ausschmückte.
Zusätzlich wurde auch eine Mühle mit drei Wasserrädern errichtet. Zwei dieser Räder trieben je einen Mahlgang einer Getreidemühle, während das dritte eine Sägemühle in Gang setzte. Der Mühlenbetrieb wurde wegen erloschener Wasserrechte um 1930 eingestellt.
An der Südseite des Wohnhauses wurde ein Garten, der sogenannte kleine Garten oder Paradiesgarten, abgetrennt und der heiligen Maria geweiht. Bepflanzt wurde dieser Garten mit seltenen Tafelobstbäumen und Spalierobst.
An diesen Garten schloss ein Glashaus mit einer Orangerie an. Dieses wurde 1732 vom Verwalter an den Reichsgrafen Questenberg verkauft und in Jarmeritz neu aufgebaut. In die Gartenmauer wurden 1729 runde, mit Gittern versehene Fenster – Ochsenaugen – eingebaut.
Wegen der Schulden des 1730 verstorbenen Propstes wurde die Vogelsangmühle 1734 zwangsweise versteigert. Unter Leopold Vogelsang wurde ein quadratisches Gartenhäuschen mit Spitzbogenfenstern und einem hohen Schindelspitzdach errichtet. Dieses heute nicht mehr erhaltene zweigeschoßige Gebäude wurde in einem Aquarell aus dem Jahr 1903 festgehalten.

## Beschreibung
Die österreichische Kunsttopographie beschreibt im Jahr 1911 die Vogelsangmühle als ansehnliches Gehöft am Ufer der Kleinen Schmida. Bei der Brücke wird eine stark beschädigte Statue Johannes Nepomuks erwähnt, während der an der Südseite befindliche Garten mit der Gartenmauer als im Verfallen begriffen geschildert wird.
In der Gegenwart präsentiert sich der ehemalige Sommersitz laut Dehio mit einem Mansardwalmdach gedecktem Hauptgebäude mit Fenstern mit profilierten Steingewänden, gekehlten Sohlbänken und geraden Verdachungen. Die Stallungen und Wirtschaftsgebäude besitzen Satteldächer und Steingewändefenster sowie Tonnen- und Platzlgewölbe.
Als Sehenswürdigkeit der Stadt Eggenburg wird die Vogelsangmühle auch in der Cosmographia Austriaco-Franciscana von Placidus Herzog beschrieben.